# Kambodschanische Badmintonmeisterschaft
Kambodschanische Badmintonmeisterschaften werden seit 1958 ausgetragen.

## Titelträger
| Saison    | Herreneinzel           | Dameneinzel       | Herrendoppel                       | Damendoppel                  | Mixed                              |
| --------- | ---------------------- | ----------------- | ---------------------------------- | ---------------------------- | ---------------------------------- |
| 1958      | Smas Slayman           | Huynh Tu Ky       | Ngo Phong Dung Kien                | nicht ausgetragen            | nicht ausgetragen                  |
| 1959      | Smas Slayman           | nicht ausgetragen | Ly Phsou Luong Minh Phung          | nicht ausgetragen            | nicht ausgetragen                  |
| 1960      | Smas Slayman           | Du Soi Lan        | Smas Slayman Yan Saravuth          | nicht ausgetragen            | nicht ausgetragen                  |
| 1961      | Smas Slayman           | Ly Thien Huy      | Smas Slayman Yan Saravuth          | nicht ausgetragen            | nicht ausgetragen                  |
| 1962      | Smas Slayman           | Tran Thy Tam      | Ly Phsou Luong Minh Phung          | Pech Yok Heng Thach Thi Sanh | nicht ausgetragen                  |
| 1963      | Smas Slayman           | Huynh Sophan      | Bé Sabin Seng Ly Onn               | nicht ausgetragen            | nicht ausgetragen                  |
| 1964      | Mak Kim San            | Thach Thi Sanh    | Chhun Séna Seng Ly Onn             | nicht ausgetragen            | nicht ausgetragen                  |
| 1965      | Smas Slayman           | nicht ausgetragen | Smas Slayman Bé Sabin              | nicht ausgetragen            | nicht ausgetragen                  |
| 1966      | Him Kim Ly             | nicht ausgetragen | Uch Srim Nhiek Hol                 | nicht ausgetragen            | nicht ausgetragen                  |
| 1967      | S. A. Ang Duong Kinach | Nuon Phally       | S. A. Ang Duong Kinach Heng Sinuon | Lak Chantha Nuon Phally      | S. A. Ang Duong Kinach Nuon Phally |
| 1968      | Mak Kim San            | Thi Do My Lan     | Bé Sabin Chhun Séna                | nicht ausgetragen            | nicht ausgetragen                  |
| 1969      | Smas Slayman           | Thi Do My Lan     | Smas Slayman Sek Sampoing          | Thi Do My Lan Pat Yok Heng   | Smas Slayman Thi Do My Lan         |
| 1970 2024 | keine Daten            | keine Daten       | keine Daten                        | keine Daten                  | keine Daten                        |